# Рудовка (Сватовский район)
Рудовка (укр. Рудівка) — село, относится к Сватовскому району Луганской области Украины.
Население по переписи 2001 года составляло 833 человека. Почтовый индекс — 92650. Телефонный код — 6471. Занимает площадь 8,863 км². Код КОАТУУ — 4424087001.

## Местный совет
92650, Луганская обл., Сватовский р-н, с. Рудовка, пл. Победы, 20